# Eucereon lutetia
Eucereon lutetia är en fjärilsart som beskrevs av Druce 1884. Eucereon lutetia ingår i släktet Eucereon och familjen björnspinnare. Inga underarter finns listade i Catalogue of Life.